# Condado de Spartanburg
El condado de Spartanburg (en inglés: Spartanburg County, South Carolina), fundado en 1785, es uno de los 46 condados del estado estadounidense de Carolina del Sur. En el año 2000 tenía una población de 29 881 habitantes con una densidad poblacional de 121 personas por km². La sede del condado es Spartanburg.

## Geografía
Según la Oficina del Censo, el condado tiene un área total de 2121 km² (818,9 mi²), de la cual 2100 km² (810,8 mi²) es tierra y 5 km² (1,930501930502 mi²) es agua.

### Condados adyacentes
- Condado de Rutherford norte
- Condado de Cherokee este
- Condado de Union sureste
- Condado de Laurens sur
- Condado de Greenville oeste
- Condado de Polk noroeste

## Demografía
En el 2000 la renta per cápita promedia del condado era de $37 579, y el ingreso promedio para una familia era de $45 349. El ingreso per cápita para el condado era de $18 738. En 2000 los hombres tenían un ingreso per cápita de $33 002 contra $23 911 para las mujeres. Alrededor del 12.30% de la población estaba bajo el umbral de pobreza nacional.

## Lugares

### Ciudades y pueblos
- Campobello
- Central Pacolet
- Chesnee
- Cowpens
- Duncan
- Greer
- Inman
- Landrum
- Lyman
- Pacolet
- Reidville
- Spartanburg
- Wellford
- Woodruff

### Comunidades no incorporadas
- Arcadia
- Boiling Springs
- Clifton
- Converse
- Cross Anchor
- Enoree
- Fairforest
- Fingerville
- Glendale
- Glenn Springs
- Gramling
- Inman Mills
- Mayo
- Moore
- Pauline
- Roebuck
- Saxon
- Southern Shops
- Startex
- Switzer
- Una
- Valley Falls
- White Stone